# ترک‌ست (شرکت)
ترک‌ست (ترکی استانبولی: Türksat) شرکت رسانه‌ای ترک است، که در سال ۱۹۹۰ تأسیس شد.